# Ágios Ioánnis (ort i Grekland, Thessalien, Trikala)
Ágios Ioánnis är en ort i Grekland.   Den ligger i prefekturen Trikala och regionen Thessalien, i den centrala delen av landet, 250 km nordväst om huvudstaden Aten. Ágios Ioánnis ligger 435 meter över havet och antalet invånare är 143.
Terrängen runt Ágios Ioánnis är bergig västerut, men österut är den kuperad. Runt Ágios Ioánnis är det ganska glesbefolkat, med 43 invånare per kvadratkilometer. Närmaste större samhälle är Mouzáki, 9,0 km öster om Ágios Ioánnis. I omgivningarna runt Ágios Ioánnis växer i huvudsak blandskog.